# Nová Ves (Skuteč)
Nová Ves je malá vesnice, část města Skuteč v okrese Chrudim. Nachází se asi 2,5 km na sever od Skutče. V obci funguje Penzion Karafiát. Místně tam také přísluší kaple Svaté Anny matky Panny Marie v Anenském údolí pod Přibylovem. Podle Státního okresního archivu v Chrudimi je obec zmiňována poprvé již v roce 1654 jako Nová Ves u Skutče. Stojí zde celá řada kamenných staveb, převážně z opuky. Nová Ves leží v katastrálním území Nová Ves u Skutče o rozloze 1,41 km². Na východním okraji vesnice se nachází část přírodní rezervace Anenské údolí.

## Galerie

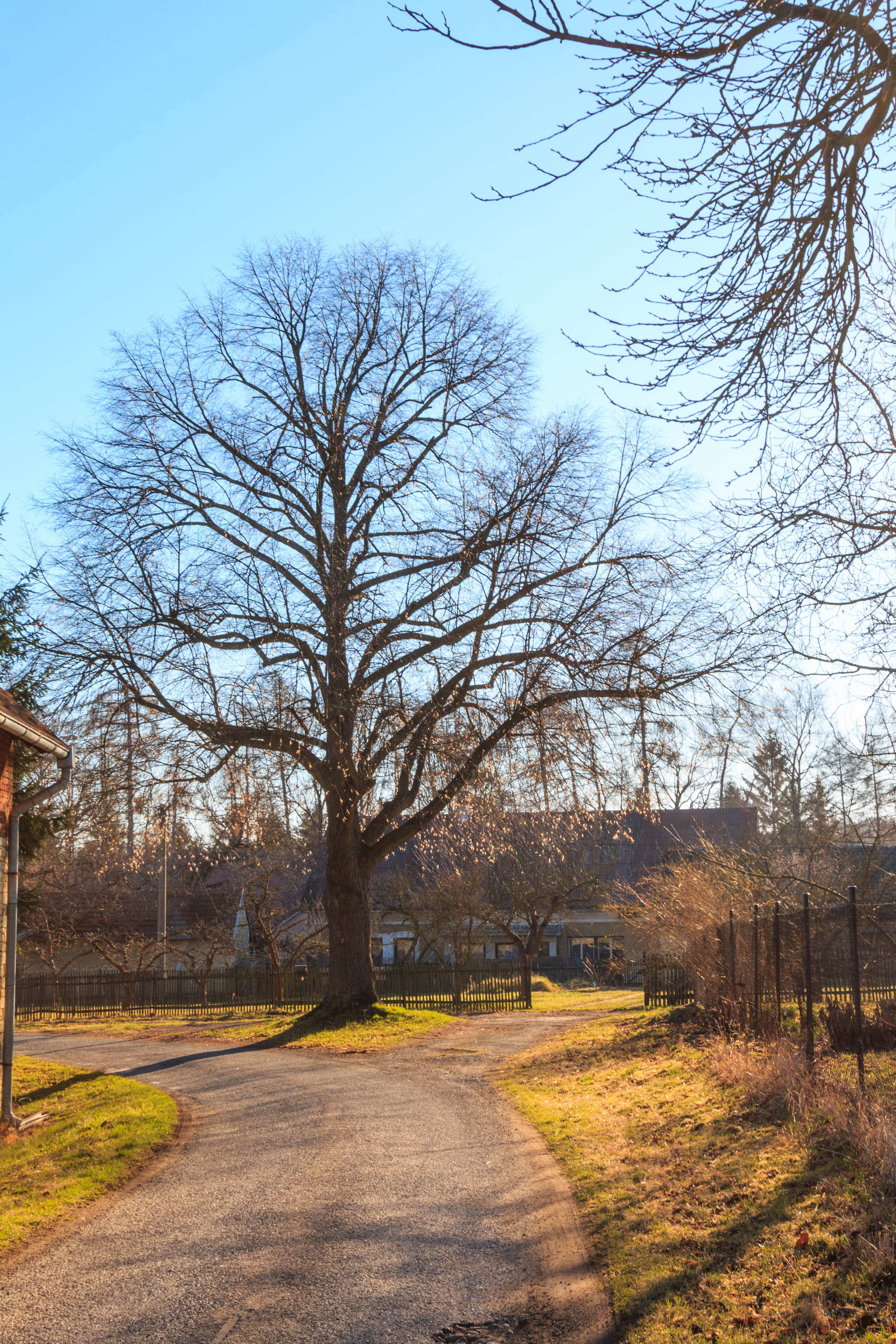
Lípa u domu čp. 697
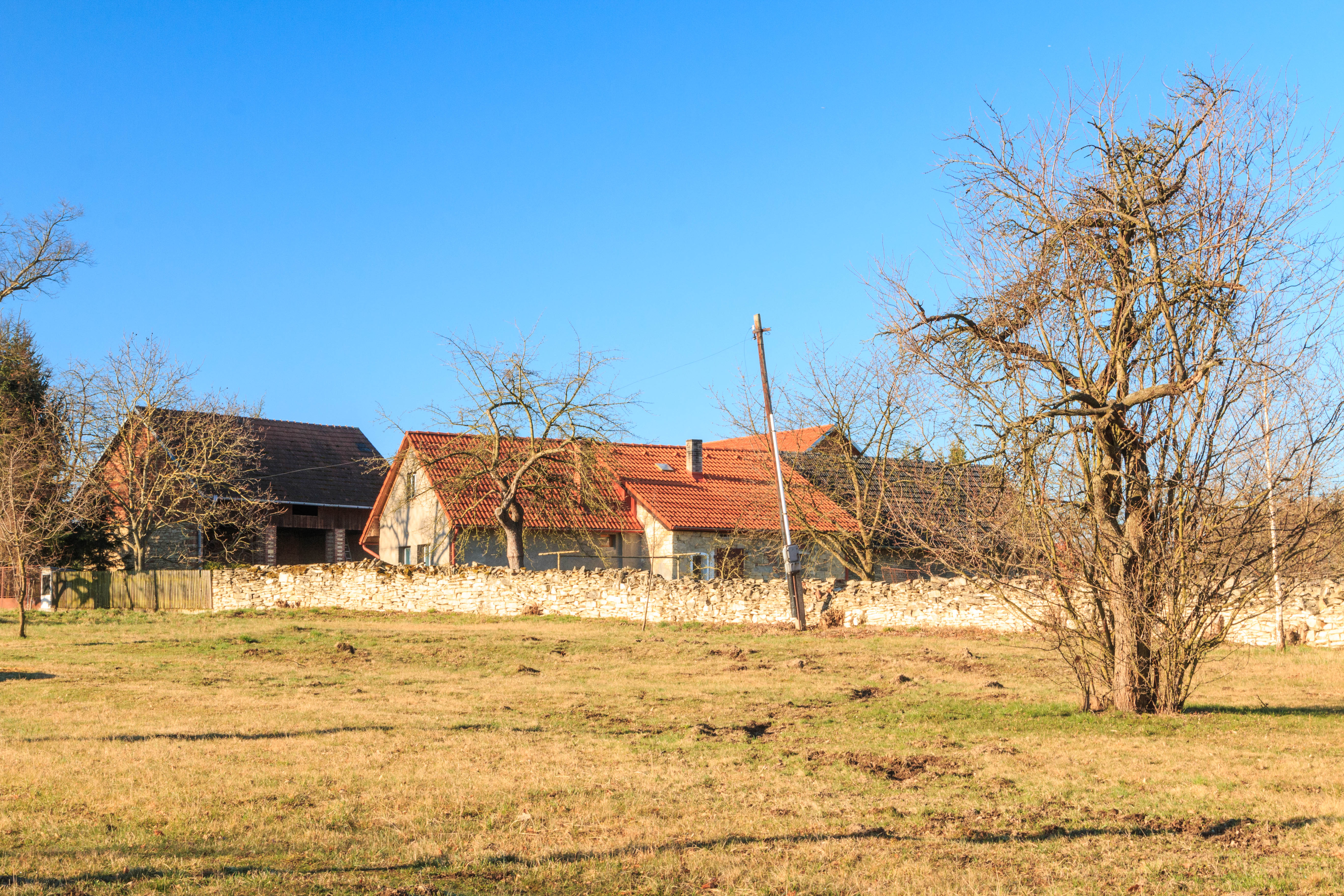
Dům č. 697
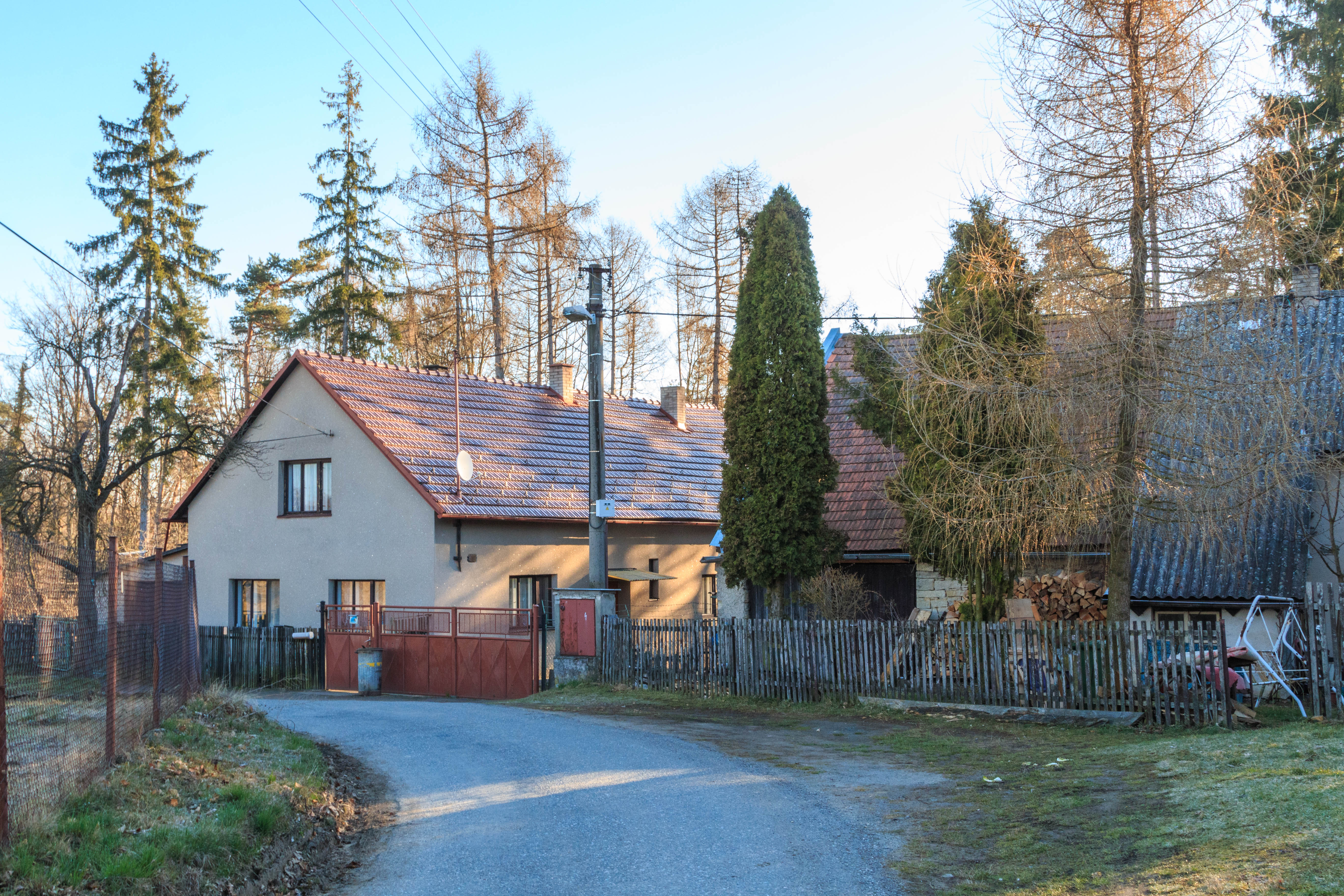
Dům čp. 704
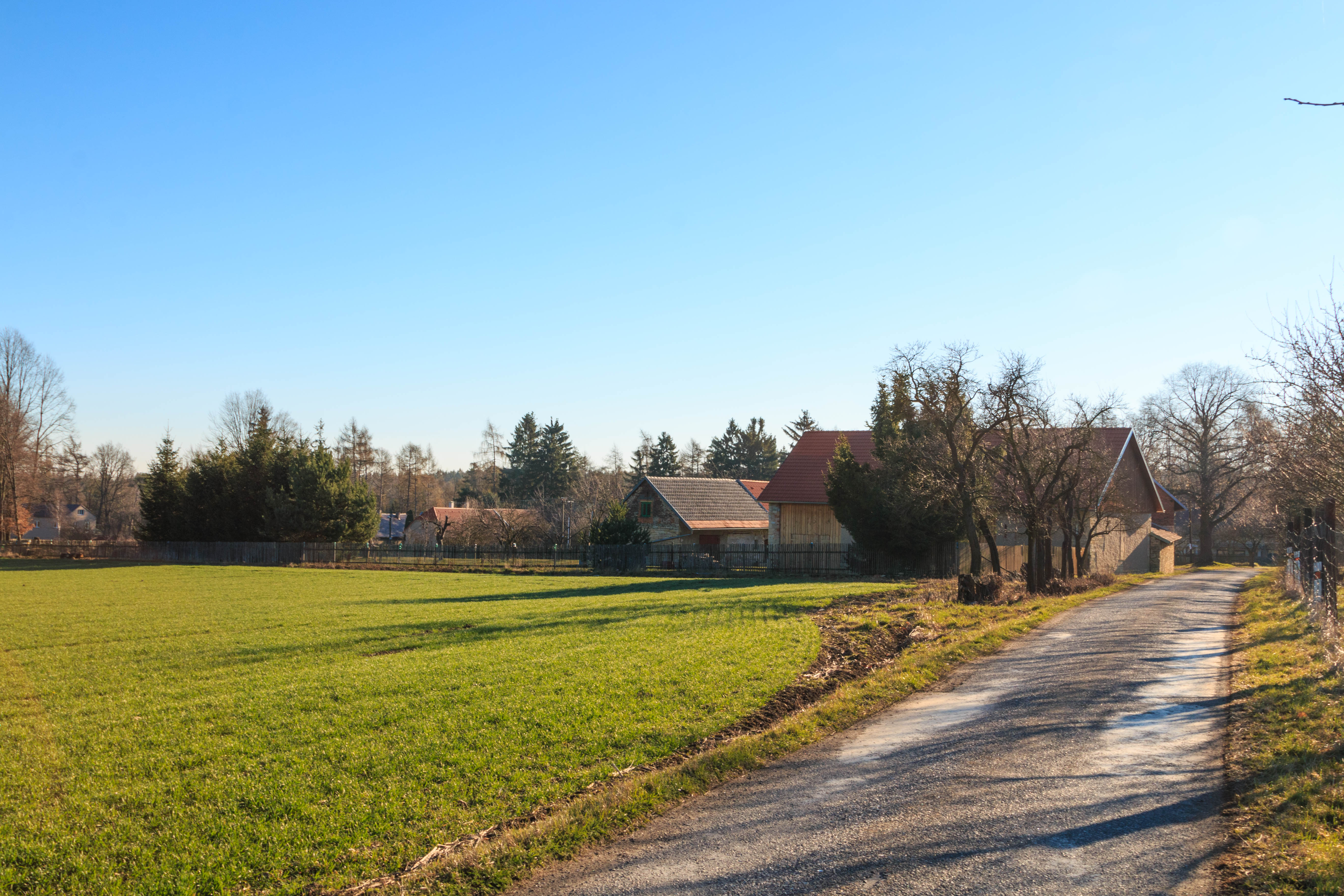
Nová Ves u Skutče